# Microrregión de Uberlândia
La microrregión de Uberlândia es una de las  microrregiones del estado brasileño de Minas Gerais perteneciente a la Mesorregión del Triángulo Minero y Alto Paranaíba. Su población fue estimada en 2009 por el IBGE en 853.762 habitantes y está dividida en diez municipios. Posee un área total de 18.790 km².

## Municipios
| Municipio             | Población (2009) | Área (km²) | Gentilicio        |
| --------------------- | ---------------- | ---------- | ----------------- |
| Araguari              | 111.095          | 2.731      | araguarino        |
| Araporã               | 6.522            | 298        | araporense        |
| Canápolis             | 11.865           | 845        | canapolense       |
| Cascalho Rico         | 2.938            | 368        | cascalho-riquense |
| Centralina            | 10.557           | 322        | centralinense     |
| Indianópolis          | 6.671            | 834        | indianopolense    |
| Monte Alegre de Minas | 19.051           | 2.593      | monte-alegrense   |
| Prata                 | 26.857           | 4.857      | pratense          |
| Tupaciguara           | 23.841           | 1.826      | tupaciguarense    |
| Uberlândia            | 634.365          | 4.116      | uberlandense      |

 Fuente: IBGE/2009
- Datos: Q628005